# ويليام جويس
ويليام جويسي (بالإنجليزية: William Brooke Joyce) (24 أبريل 1906 - 3 يناير 1946) - معروف أكثر بلقب لورد هاو هاو - سياسي فاشي ومذيع بالبروباغندا الألمانية الموجهة لبريطانيا أثناء الحرب العالمية الثانية وانتهت حياته بالإعدام على يد البريطانيين بتهمة الخيانة العظمى نتيجة طبيعة نشاطه في وقت الحرب.

## نشأته
ولد ويليام عام 1906 في شارع هيركيمر ببروكلين في مدينة نيويورك لأم بروتستانتية واب كاثوليكي أيرلندي حاصل على الجنسية الأمريكية وبعد ولادته ببضع سنين عادت أسرته إلي مدينة جالوي بأيرلندا ليلتحق ويليام بمدرسة الجزويت سانت اغناطيوس من 1915 حتي 1921 وذكر ويليام لاحقاً انه أصبح مستهدف من الجيش الجمهوري الأيرلندي نتيجة مساعدته للشرطة إلا أنه لم يظهر أي دليل يثبت إدعائه.

## روابط خارجية
- ويليام جويس على موقع الموسوعة البريطانية (الإنجليزية)
- ويليام جويس على موقع ميوزك برينز (الإنجليزية)
- ويليام جويس على موقع إن إن دي بي (الإنجليزية)